# Municipalidad Regional de Niágara

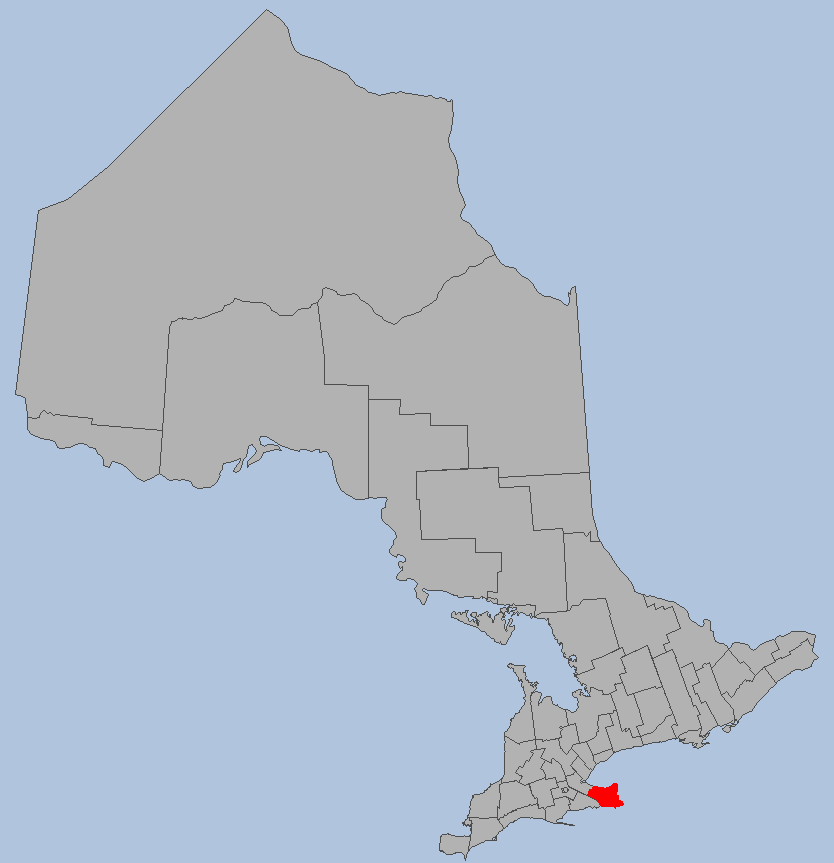
Localización de la Municipalidad Regional de Niágara en Ontario.

La Municipalidad Regional de Niagara es una región administrativa de la provincia canadiense de Ontario. Se localiza entre los lagos Ontario y Erie, al borde del río Niágara. Forman parte de esta municipalidad regional las ciudades de Niagara Falls, Port Colborne, St. Catharines, Thorold, Welland, Fort Erie, Grimsby, Lincoln, Niagara-on-the-Lake y Pelham. Su capital es Thorold.
La Municipalidad Regional de Niágara posee un área de 1 852 km², una población de 410 570 habitantes y una densidad demográfica de 220,4 hab/km². La Municipalidad Regional es famosa por sus Cataratas del Niágara.